# Kanga (Winnie Pooh)
Kanga je lik iz crtanog filma Velike pustolovine Winnieja Pooha koji je napisao engleski pisac A.A.Milne.

## Podaci o liku
- Rod: žena
- Boja očiju: crna
- Boja dlake: smeđa
- Vrsta: Klokan
- Vjernost: Roo i životinjama
- Glumac: Barbara Luddy
- Prvo pojavljivanje: Velike pustolovine Winnieja Pooha

## Opis lika
Kanga je vrlo brižna majka. Voli svoga sina Roo. Rijetko kad se igra s životinjama jer ima posla u kući. Također je i odgovorna majka.

## Zanimljivosti o liku
Najdraža hrana joj je zobena kaša. Svi su joj dobri prijatelji. Živi s Room, kasnije i s tigrom. Najdraže što kaže je: Be careful Roo dear.